# Mecynargus
Mecynargus Kulczyński, 1894 è un genere di ragni appartenente alla famiglia Linyphiidae.

## Distribuzione
Le quattordici specie oggi attribuite a questo genere sono state rinvenute nella regione olartica: le specie dall'areale più vasto sono la M. borealis e la M. paetulus, reperite in diverse località dell'intera regione olartica.
In Italia sono stati rinvenuti esemplari di M. brocchus, M. foveatus e M. paetulus, tutti in Italia settentrionale.

## Tassonomia
Considerato un sinonimo anteriore di Conigerella Holm, 1967 dallo studio della specie tipo Typhochrestus borealis Jackson, 1930.
Seguendo un lavoro di Millidge del 1977, è anche sinonimo anteriore di Rhaebothorax Simon, 1926, come evidenziato anche in due lavori: di Eskov del 1988 e di Tanasevitch del 1989.
La presunta sinonimia con Latithorax Holm, 1943, suggerita da uno studio di Wunderlich del 1995, in questa sede non è seguita.
A dicembre 2011, si compone di 14 specie:
- Mecynargus asiaticus Tanasevitch, 1989 — Kirghizistan
- Mecynargus borealis (Jackson, 1930) — Regione olartica
- Mecynargus brocchus (L. Koch, 1872) — Europa
- Mecynargus foveatus (Dahl, 1912) — dall'Europa centrale all'Ucraina
- Mecynargus hypnicola Eskov, 1988 — Russia
- Mecynargus longus (Kulczyński, 1882)[4] — Europa orientale, Russia
- Mecynargus monticola (Holm, 1943) — Svezia, Finlandia, Russia, Mongolia, Canada
- Mecynargus morulus (O. P.-Cambridge, 1873) — Groenlandia, Regione paleartica
- Mecynargus paetulus (O. P.-Cambridge, 1875) — Regione olartica
- Mecynargus pinipumilis Eskov, 1988 — Russia
- Mecynargus pyrenaeus (Denis, 1950) — Francia
- Mecynargus sphagnicola (Holm, 1939) — Groenlandia, Scandinavia, Russia, Mongolia, Canada
- Mecynargus tundricola Eskov, 1988 — Russia
- Mecynargus tungusicus (Eskov, 1981) — Russia, Kirghizistan, Cina, Canada

### Specie trasferite
- Mecynargus alticola (Holm, 1950); trasferita al genere Semljicola Strand, 1906[1].
- Mecynargus assimilis (Holm, 1945); trasferita al genere Semljicola Strand, 1906.
- Mecynargus elgonensis (Fage, 1936); trasferita al genere Oreocyba Holm, 1962.
- Mecynargus faustus (O. P.-Cambridge, 1900); trasferita al genere Semljicola Strand, 1906.
- Mecynargus hadzji (Caporiacco, 1949); trasferita al genere Toschia Caporiacco, 1949.
- Mecynargus lapponicus (Holm, 1939); trasferita al genere Semljicola Strand, 1906.
- Mecynargus latus (Holm, 1939); trasferita al genere Semljicola Strand, 1906.
- Mecynargus pallidus (Holm, 1939); trasferita al genere Scandichrestus Wunderlich, 1995.
- Mecynargus piscator (Simon, 1884); trasferita al genere Trichoncoides Denis, 1950.
- Mecynargus subarcticus (Tanasevitch, 1984); trasferita al genere Tubercithorax Eskov, 1988.